# Монжоффруа
Монжоффруа (фр. Château de Montgeoffroy) — усадьба маршала Контада в долине Луары, департамент Мен и Луара. Усадебный дом в Монжоффруа был построен в виде подковы. Современный вид приобрёл в конце XVIII века. Монжоффруа — одно из трех луарских шато, сохранивших внутреннюю обстановку, передававшуюся от поколения к поколению.